# Dolo specifico
Il dolo specifico è un elemento della norma penale in cui il legislatore richiede, per la consumazione del reato, che l'agente agisca per un fine particolare. Questo può avere la finalità di fondare la tutela (furto), di anticipare la tutela (associazione a delinquere, si può punire prima che i delitti vengano effettivamente eseguiti) o di specializzare la tutela (sequestro di persona a scopo di estorsione, il dolo specifico dell'estorsione aumenta la pena rispetto ad un sequestro ordinario). 

## Esempio
Tipico esempio di dolo specifico è il reato di furto (art. 624 c.p.), per il quale è richiesto al soggetto agente il fine di trarre profitto, ma non occorre che il profitto si sia realizzato in concreto.
Altro tipico esempio di reato per il quale è richiesto il dolo specifico è il sequestro di persona a scopo di estorsione (art. 630 c.p.).

## Ratio dell'istituto
Il dolo specifico il più delle volte serve per limitare la punibilità di un fatto (es. furto). 
In alcuni casi invece serve a rendere punibili fatti che altrimenti sarebbero leciti (es. l'associarsi è un fatto lecito, ma se fatto per commettere delitti è illecito - art. 416 c.p. ).
In altri casi ancora serve solo per determinare un mutamento del titolo del reato (es. sequestro di persona - 605 c.p. - dal sequestro di persona a scopo di estorsione - 630 c.p. ; il fine dell'estorsione muta la fattispecie originaria del 605 configurando un diverso e più grave reato).

### Dolo generico
Al dolo specifico si contrappone il dolo generico, il cui fine è la sola volontà di realizzare tutti gli elementi del fatto tipico; non è infatti richiesto un fine particolare e ulteriore perché il fatto rappresenti reato.